# Ariane Monticeli
Ariane Gomes Monticeli Da Silveira (* 6. August 1982 in Porto Alegre) ist eine ehemalige brasilianische Triathletin, Ironman-Siegerin (2015) und zweifache brasilianische Duathlon-Meisterin (2015, 2016).

## Werdegang
Ariane Monticeli startete 2005 bei ihrem ersten Triathlon. 2006 belegte sie bei der Weltmeisterschaft auf der olympischen Distanz (1,5 km Schwimmen, 40 km Radfahren und 10 km Laufen) den 56. Rang in der Altersklasse 20–24.
Sie ist seit 2008 als Profi-Athletin aktiv.

### Langdistanz-Triathlon seit 2011
Im Mai 2011 startete sie beim Ironman Brasil erstmals auf der Langdistanz (3,86 km Schwimmen, 180,2 km Radfahren und 42,195 km Laufen) und belegte den dritten Rang.
Im April 2015 wurde sie brasilianische Duathlon-Meisterin und im Mai gewann sie den Ironman Brasil.
2016 konnte sie den Erfolg aus dem Vorjahr wiederholen und wurde erneut nationale Duathlon-Meisterin.

### Dopingsperre 2017
Im März 2017 wurde bei ihr in einem Doping-Test im Rahmen des Ironman 70.3 Buenos Aires die verbotene Einnahme von EPO (Erythropoetin) nachgewiesen und sie wurde am 27. Mai vorläufig für alle weiteren Starts gesperrt. In einem offenen Brief erklärte sie dies als einmaligen Versuch („one-time affair“) nach einer für sie enttäuschenden Saison 2016.
Seit 2017 tritt sie nicht mehr international in Erscheinung.
Im Mai 2019 wurde die in Sydney, Australien, lebende von einem Lastwagen angefahren, als sie zu dem Café unterwegs war, in dem sie arbeitete. Sie erlitt schwere Verletzungen und Brüche, insbesondere am Kopf. Der Fahrer des Fahrzeugs floh vom Unfallort und half dem Opfer nicht.

## Sportliche Erfolge
| Datum/Jahr    | Rang | Wettbewerb                                           | Austragungsort | Zeit     | Bemerkung       |
| ------------- | ---- | ---------------------------------------------------- | -------------- | -------- | --------------- |
| 12. März 2017 | 3    | Ironman 70.3 Buenos Aires                            | Buenos Aires   | 04:25:13 |                 |
| 29. Nov. 2016 | 3    | Ironman 70.3 Punta del Este                          | Punta del Este | 04:15:48 |                 |
| 6. März 2016  | 3    | Ironman 70.3 Buenos Aires                            | Buenos Aires   | 04:21:28 |                 |
| 29. Nov. 2015 | 1    | Ironman 70.3 Punta del Este                          | Punta del Este | 03:38:29 |                 |
| 21. März 2015 | 1    | BRA Middle Distance Triathlon National Championships | Fortaleza      | 04:28:46 |                 |
| 30. Aug. 2014 | 1    | Ironman 70.3 Foz do Iguaçu                           | Brasilien      | 04:37:46 | [ 7 ]           |
| 28. Aug. 2010 | 3    | Ironman 70.3 Brasil                                  | Penha          | 04:38:34 |                 |
| 2. Sep. 2006  | 56   | ITU Triathlon World Championships                    | Lausanne       | 02:56:08 | 20–24 Female AG |

| Datum/Jahr   | Rang | Wettbewerb           | Austragungsort | Zeit     | Bemerkung                                                                    |
| ------------ | ---- | -------------------- | -------------- | -------- | ---------------------------------------------------------------------------- |
| 28. Mai 2017 | DNS  | Ironman Brasil       | Florianópolis  | –        | Start als Titelverteidigerin angekündigt – am 27. Mai wegen Dopings gesperrt |
| 2. Apr. 2017 | 11   | Ironman South Africa | Port Elizabeth | 09:29:27 |                                                                              |
| 31. Mai 2015 | 1    | Ironman Brasil       | Florianópolis  | 08:59:08 |                                                                              |
| 9. Nov. 2014 | 2    | Ironman Fortaleza    | Fortaleza      | 09:41:55 |                                                                              |
| 25. Mai 2014 | 3    | Ironman Brasil       | Florianópolis  | 09:05:50 |                                                                              |
| 26. Mai 2013 | 6    | Ironman Brasil       | Florianópolis  | 09:26:47 | [ 8 ]                                                                        |
| 29. Mai 2011 | 3    | Ironman Brasil       | Florianópolis  | 09:19:15 |                                                                              |

| Datum/Jahr    | Rang | Wettbewerb                          | Austragungsort | Zeit     | Bemerkung |
| ------------- | ---- | ----------------------------------- | -------------- | -------- | --------- |
| 30. Apr. 2016 | 1    | BRA Duathlon National Championships | Porto Alegre   | 01:54:08 |           |
| 25. Apr. 2015 | 1    | BRA Duathlon National Championships | Manaus         | 02:01:40 |           |

(DNF – Did Not Finish)